# Euperilampus mediterraneus
Euperilampus mediterraneus är en stekelart som beskrevs av Boucek 1972. Euperilampus mediterraneus ingår i släktet Euperilampus och familjen gropglanssteklar.
Artens utbredningsområde är Bulgarien. Inga underarter finns listade i Catalogue of Life.